# Río Ranchería
El río Ranchería (en wayú: Rainkeriia) es un río de Colombia, una artería fluvial muy importante en el departamento de La Guajira, al norte del país. Nace en el cerro La Horqueta, a más de 3000 m s. n. m., en la Sierra Nevada de Santa Marta, y desemboca en el mar Caribe en ese mismo departamento.
El río Ranchería recibe varios afluentes de la Sierra Nevada de Santa Marta como el río Marocaso, el arroyo Mamón, el arroyo Aguas Blancas, y de la Serranía del Perijá entre otros los arroyos Tabaco, Cerrejón, La Ceiba.

## Geografía

### Curso superior
El río Ranchería recorre por completo la Sierra Nevada desde el centro de este sistema montañoso hasta su ladera oriental, formando un valle en V de 48 km de trayectoria (sólo aproximaciones) a altitudes superiores a los 2000 m. La corriente cursa de sur-norte y relativamente el valle es estrecho y truncado; pero en la zona de Guamaca, es cuando el valle se ensancha y el río curva su curso en dirección oeste-este donde el curso se hace menos truncado y aparentemente recto. Cuando alcanza la zona de Barrialito y  Sabana Manuela los cerros se abren ampliando el angosto del valle y así continúa hasta llegar a las comunidades de Chorrera y Distracción.
La erosión constante por el curso del río, ha desgastado las rocas a su paso, y constantemente, arrastrado sedimentos y otros materiales que ha ido depositando a lo largo de su curso completo. A su recorrido forma una cuenca (cuenca alta) con numerosos afluentes debido a que los cerros se encuentran a disposición contraria a la corriente del río.

#### Represa El Cercado

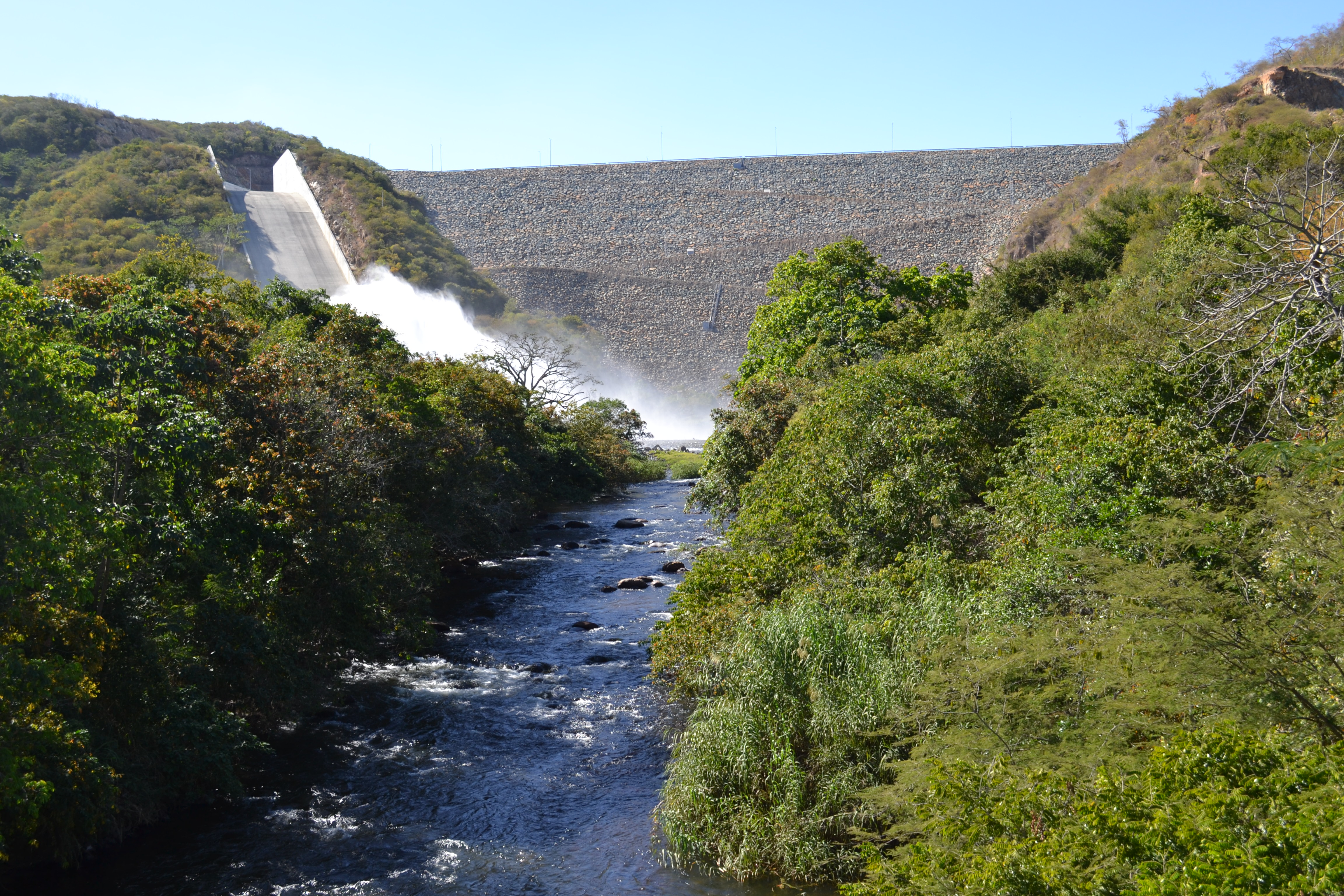
Represa El Cercado del río Ranchería.

La represa El Cercado se encuentra ubicada al final del curso superior del río Ranchería, entre los municipios de San Juan del Cesar y Distracción.
Por sus características  la represa es del tipo enrocado, es decir se utilizaron rocas y hormigón para su construcción; tiene una  capacidad de almacenamiento de 198 millones de metros cúbicos, su profundidad máxima es de 110 metros, pero se mantiene el nivel del agua en 85 metros, el rebosadero tiene una longitud de 404 metros y entra en operación cuando el nivel del agua llega a 92 metros, la longitud del embalse es de 375 metros y el ancho de su cresta es de 8 metros (ancho de la pared de hormigón que contiene el agua).
Planos y vistas satelitales de la represa El Cercado: 10°54′32.6″N 73°00′46.7″O / 10.909056, -73.012972

### Curso medio

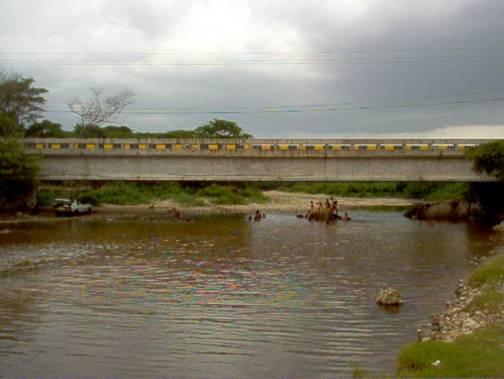
El río Ranchería en su paso por Fonseca.

El río Ranchería forma un valle aluvial que se ensancha a 32 km con respecto a las cimas de los cerros y 15 km de planicie. Este curso tiene una trayectoria de 43 km a 230 m de altitud media y recorre un cauce de sur-norte con una profundidad media de 1 m. Aquí es cuando el río alcanza un ancho medio de 20 m y alimenta sólo contables madreviejas, pero a numerosos estanques y pozos ubicados cerca a su ribera.
El río pasa por las pequeñas ciudades de  Fonseca, Barrancas,  Mushaisa y  Albania; y cerca por otras siete comunidades como  Patilla, Tengoganas, Roche y Chancleta, ubicadas en el extenso yacimiento sedimentario de carbón, El Cerrejón. Este complejo carbonífero es cursado por el Ranchería donde llega hasta sus últimos tramos por su paso por el valle aluvial, y desciende al resto de su trayectoria.

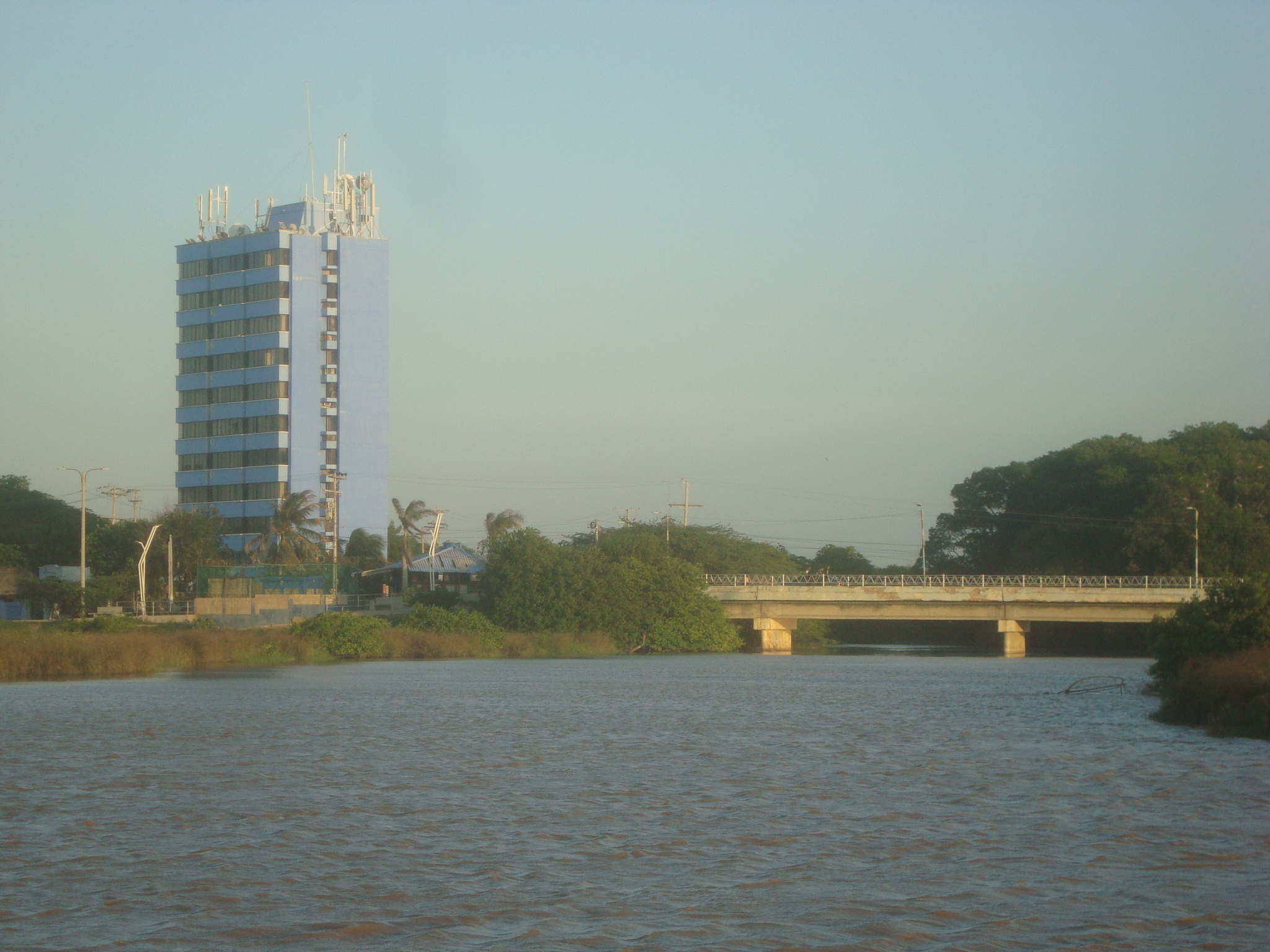
Brazo del río Ranchería en Riohacha.

### Curso inferior
En inmediaciones de los montes de Oca, en el centro del departamento, el río cursa su cauce de este-oeste, hacia la costa central del mar Caribe en La Guajira donde vierte sus aguas en un delta.
En este curso recorre una trayectoria de 59 km, donde el río apenas logra un ancho medio de 5 m más que el del curso medio. Llega a cubrir un vasto terreno compuesto de madreviejas que alimenta en los meses con más precipitaciones al año y pueden alcanzar alturas de 1 m. El cauce presenta una profundidad de 2 m en meses secos. El paisaje fluvial que se observa es de numerosos meandros y estanques formados a pocos metros de la ribera.

### Flora y Fauna del Río Ranchería
La flora y fauna del Río Ranchería es diversa; según estudios existen más de 460 especies  de animales y plantas. Entre las 394 especies de animales, 154 corresponden a insectos, 120 a aves, 58 anfibios y reptiles, 32 a peces y los 30 restantes son mamíferos. 
La Fundación Omacha lideró un monitoreo desde 2017 donde registró cuatro jaguares Panthera onca una especie amenazada a nivel internacional y de la cual no se tenían registros en La Guajira desde inicios de la década de los setenta, antes de iniciarse la minería en la zona. La presencia del jaguar confirma que el nuevo cauce mantiene las condiciones idóneas para que estas especies encuentren refugio, agua y alimentación. Es decir, un espacio ideal para su paso y desarrollo.
La vegetación del Ranchería se encuentra en un orobioma de páramo, lo que quiere decir que su vegetación es típica de zonas que se encuentran por encima de los 3.500 metros de altitud pero por debajo de las nieves perpetuas. Allí la vegetación está conformada principalmente por frailejones y arbustos de páramo. . Exhibe una variedad de biomas en los que están comprendidos ecosistemas que van desde el páramo hasta el mangle, pasando por el bosque seco tropical y el matorral espinoso subtropical. Entre los 500 metros y hasta los 1.000 metros empieza a ser evidente la influencia humana sobre la naturaleza, ya que el ecosistema se muestra alterado por la introducción de cultivos como el café sin sombrío y la ganadería.  
Más adelante, entre Maicao, Manaure y Riohacha, la cuenca del río adopta las características del monte espinoso subtropical, donde abundan las especies de la familia del cactus, el dividivi y la pringamoza.   
Las relaciones ancestrales y tradicionales que las comunidades de la Guajira mantuvieron con sus aguas como garantía de la vida y elemento sagrado, se han visto desconfiguradas por la actividad extractiva minera privilegiada como supuesto motor de desarrollo económico de la región y del país. Esto de alguna manera a afectado la Flora y Fauna del ranchería.    

#### Delta del río Ranchería
El delta del río Ranchería se ubica en el departamento de La Guajira, al noreste del municipio de Riohacha y suroeste del municipio de Manaure, abarca un área de 3.601 hectáreas. El trazado del cauce principal del río Ranchería se bifurca próximo a la línea de costa dando origen a los tres brazos que forman el delta, El Riíto (1), Calancala (2) y Santa Rita (3). 

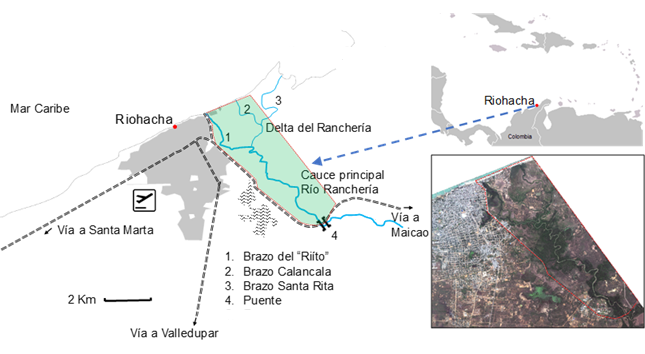
Delta del río Ranchería. Distribución de canales al interior de este.

Se considera un sistema deltaico la desembocadura del río, constituido por una serie de lagunas y zonas de manglar, destacando entre estos el Valle de los Cangrejos en el brazo Calancala y la desembocadura principal del río Ranchería, denominada brazo Riíto, ubicado sobre el límite nororiental de la ciudad de Riohacha. El Valle de los Cangrejos se encuentra en la desembocadura del brazo Calancala, a 2 km aproximadamente de Riohacha (11°33′37.2″N 72°53′26.6″O / 11.560333, -72.890722). La franja de manglar cubre la desembocadura de ambos brazos y la mayor parte de la ribera de la ciénaga (laguna) Buenavista, esta se encuentra hacia el norte, a 1 km de la desembocadura del brazo Calancala, también llamada laguna La Raya por los locales. Este sistema estuarino es un ecosistema altamente cambiante, de naturaleza dinámica y abierta, en el que, gracias al intercambio de diferentes arroyuelos y el mar, tiene lugar una serie de procesos químicos y biológicos que permiten una alta productividad de vida.

##### Importancia Ambiental
El delta del río Ranchería es el principal patrimonio paisajístico de la ciudad de Riohacha (Caribe colombiano), en este se encuentra un extenso bosque manglar que brinda múltiples servicios a la ciudad, además es un caso interesante desde el punto de vista ecológico, ya que se desarrolla en condiciones de mínima precipitación, períodos áridos prolongados (estación seca) y considerables de inundación (estación lluviosa), elevada insolación y alta presión antrópica.
El delta del río Ranchería, se caracteriza por una mezcla cambiante de agua dulce y salada y por estar dominado por material sedimentario fino de origen marino, fluvial o terrestre, que se acumula formando planicies ricas en alimento pero escasas de oxígeno. En cada punto del estuario formado por el delta, la salinidad depende de la relación entre los volúmenes de agua de mar y el agua de los brazos del río, la amplitud de las mareas, la topografía, el clima y otros factores que hacen que las condiciones en el delta sean muy cambiantes.
El delta del Ranchería, entonces, tiene una gran área de influencia sobre todo el litoral costero, en las lagunas y lagos de carácter permanente o estacional que se forman debido a los factores anteriormente anotados.
El delta del río Ranchería fue zonificado como Distrito de Manejo Integrado (DMI) por la corporación autónoma regional CORPOGUAJIRA, en el marco del plan de ordenamiento POMCA de la cuenca del río Ranchería (2013), y en el año 2014 fue declarado como Área Natural Protegida.